# Poivre Rouge (restauration)
Pour les articles homonymes, voir Paprika.
Poivre Rouge est une enseigne française de restauration avec service à table appartenant au groupe La Boucherie.
Elle est créée en 1980 sous le nom de Restaumarché avant de prendre son nom actuel en 2010 dans une démarche de modernisation d'image. Elle compte 80 restaurants en 2019.

## Historique
L'enseigne Restaumarché voit le jour en 1980. Elle sert en 2006 plus de 4.3 millions de repas. L'enseigne compte 79 restaurants en 2008. Elle possède 88 unités pour un chiffre d'affaires de 64 millions d'euros.
Le 18 juin 2010, Restaumarché change de nom pour Poivre Rouge. Les restaurants de Gauchy et Champniers (en Charente) sont les premiers a tester le nouveau concept et l'enseigne vise 120 restaurants d'ici à 2015, là, où en 2010 elle comptait 84 restaurants.
Cette même année, elle sert plus de 5 millions de clients et voit son chiffre d'affaires augmenter de 60 %. L'enseigne met en place un nouveau concept de bâtiment en 2013 à Laon afin d'augmenter sa visibilité et son design. Elle émerge à la sixième place des chaînes de restauration à table en France en 2014 avec 82 restaurants.
En juillet 2019, le groupe La Boucherie annonce l'acquisition de Poivre Rouge et ses 78 points de vente, acquisition qui doit être réalisée en septembre 2019.
Le changement effectif de dirigeant est effectué le 4 octobre 2019. À cette occasion le siège social est transféré à Saint-Barthelemy-d'Anjou.

## Identité visuelle

### Logos
La mascotte de Poivre Rouge se nomme Poivrinio. Dans le nom de Poivre Rouge, Poivre faisant référence à la restauration et Rouge au domaine du grill et de la viande.

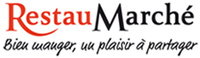
Logo de Restaumarché
Ancien logo de Poivre Rouge
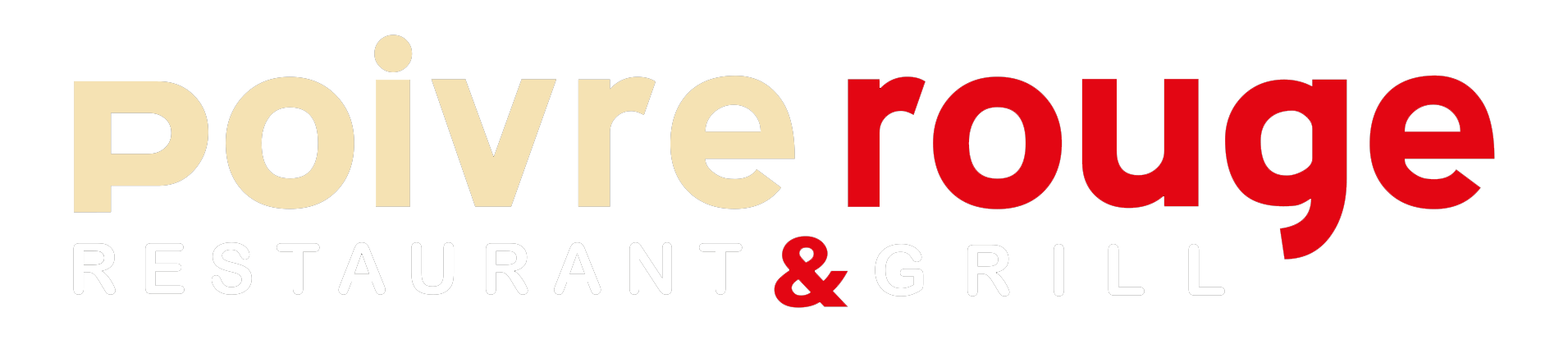
Logo de Poivre Rouge

## Partenariats
L'enseigne est partenaire de Jean Rozé pour la viande bovine, Adélie pour les glaces et Manger Bouger pour la nutrition.

## Activité, rentabilité, effectif
|                             | 2014  | 2015  | 2016  | 2017    | 2018  |
| --------------------------- | ----- | ----- | ----- | ------- | ----- |
| Chiffre d'affaires HT en K€ | 7 922 | 6 976 | 9 004 | 6 019   | 4 489 |
| Résultat net en K€          | - 145 | -860  | + 527 | - 1 147 | - 844 |
| Effectif moyen annuel       | 15    | 16    | 16    | 16      | 18    |